# Naya Baradwar
Naya Baradwar è una suddivisione dell'India, classificata come nagar panchayat, di 6.228 abitanti, situata nel distretto di Janjgir-Champa, nello stato federato del Chhattisgarh. In base al numero di abitanti la città rientra nella classe V (da 5.000 a 9.999 persone).

## Geografia fisica
La città è situata a 21° 59' 51 N e 82° 48' 59 E
.

## Società

### Evoluzione demografica
Al censimento del 2001 la popolazione di Naya Baradwar assommava a 6.228 persone, delle quali 3.168 maschi e 3.060 femmine. I bambini di età inferiore o uguale ai sei anni assommavano a 892, dei quali 451 maschi e 441 femmine. Infine, coloro che erano in grado di saper almeno leggere e scrivere erano 4.125, dei quali 2.433 maschi e 1.692 femmine.